# Leasburg (Missouri)
Leasburg – wieś w Stanach Zjednoczonych, w stanie Missouri, w hrabstwie Crawford.